# تالین ۳۵۳۴۷
سیارک ۳۵۳۴۷ (به انگلیسی: 35347 Tallinn، نامگذاری:1997JN12) سی و پنج هزار و سیصد و چهل و هفتمین سیارک کشف شده‌است که در ۳ مه ۱۹۹۷ کشف شد.